# Ptinus nikitanus
Ptinus nikitanus is een keversoort uit de familie klopkevers (Ptinidae). De wetenschappelijke naam van de soort werd in 1884 gepubliceerd door Ernst Brenske & Edmund Reitter.